# Yeldos Smetov
Yeldos Smetov (9 de setembro de 1992) é um judoca cazaque da categoria até 60 quilos.

## Carreira
No Campeonato Mundial de Judô de 2015 sagrou-se campeão. Nos Jogos Olímpicos de 2016 obteve a medalha de prata quando foi derrotado na luta final pelo russo Beslan Mudranov no golden score.
Em 2024, conquistou o ouro nos Jogos Olímpicos em Paris a vencer o francês Luka Mkheidze na final.